# Okręg administracyjny 4 Düsseldorfu
Okręg administracyjny 4 Düsseldorfu, Düsseldorf-Stadtbezirk 4, Stadtbezirk 4 – okręg administracyjny (niem. Stadtbezirk) w Düsseldorfie, w Niemczech, w kraju związkowym Nadrenia Północna-Westfalia, w rejencji Düsseldorf.  
W skład okręgu administracyjnego wchodzą cztery dzielnice (Stadtteil):
1. Heerdt
2. Lörick
3. Niederkassel
4. Oberkassel